# Kokon Chomonjū
Kokon Chomonjū (古今著聞集), letteralmente "Una raccolta di racconti notevoli vecchi e nuovi"), è una raccolta di setsuwa del periodo Kamakura. Fu compilato da Tachibana Narisue (橘成季) e completato nel 1254. Si compone di venti volumi suddivisi per argomento in trenta capitoli: ad esempio il capitolo 16 riguarda l'arte e la pittura e il 17 kemari. Dei 726 racconti, quasi i due terzi sono ambientati nel periodo Heian. In una nota tra i racconti 721 e 722, Narisue afferma che "lo scopo originale di questa raccolta era quello di raccogliere belle storie di musica e poesie e di rappresentarle come in dipinti". È la seconda più grande raccolta di narrazioni dopo il Konjaku monogatarishū, negli anni successivi sono stati fatti delle aggiunte. Si dice che sia una delle tre principali narrazioni giapponesi, insieme al Konjaku monogatarishū e al Uji shui monogatari.